# Make Me...
Make Me... è un singolo della cantante statunitense Britney Spears in collaborazione con il rapper G-Eazy, il primo estratto dal suo nono album in studio, Glory. È stato pubblicato il 15 luglio 2016.
Il brano è stato scritto da Britney Spears, Matthew Burns, Joe Janiak e Gerald Gillum e prodotto dallo stesso Burns. Ha ottenuto un inaspettato successo mediatico per via dei due video della canzone, di cui uno cancellato per motivi sconosciuti.

## Antefatti
A marzo del 2015, Britney Spears ha dichiarato che stava registrando del materiale per il suo nuovo album. Inizialmente la canzone sarebbe dovuta uscire verso maggio del 2016, in tal modo da poter essere eseguita ai Billboard Music Awards, anticipando così l'uscita dell'album prevista per giugno. Tuttavia, a causa di difficoltà di produzione, l’uscita della canzone è stata ritardata a fine estate. Il brano è stato pubblicato il 14 luglio 2016 sull'iTunes Store e reso disponibile anche in streaming nelle varie piattaforme. Nello stesso giorno è stato pubblicato l'audio sul canale Vevo della cantante, il quale, in meno di 24 ore, ha superato i 3 milioni di visualizzazioni.

## Video musicale
Il videoclip ufficiale è stato girato da Randee St. Nicholas ed è stato caricato sul canale Vevo della cantante il 5 agosto 2016. Inizia con la cantante insieme alle sue amiche, mentre guardano un provino di un ragazzo per il  suo nuovo video. Quando se ne va, le ragazze iniziano a ridere. Appena parte la canzone, la popstar esce da una macchina, che si dirige verso lo studio cinematografico per fare i provini. Si alternano scene durante l'intero video della cantante, ballando in un tunnel, e vestita con un body merlettato, lo stesso che usa nel booklet fotografico dell'album.
Esiste anche una seconda versione del video, diretta da David LaChapelle, della quale sono rimasti numerosi pezzi del cortometraggio, che partono dall'inizio fino alla parte di G-Eazy. Esso è molto più esplicito ed erotico rispetto all'ufficiale ed inizia con la cantante che balla insieme a numerosi ballerini in mosse provocanti, indossando un abito succinto nero. Poi si avvia in una palestra, dove è circondata da ballerini che praticano pole dance. Dopo, lancia un televisore da una finestra, che finisce in una piscina; esso continua a funzionare e mostra alcune scene del video. Seguono scene della cantante ricoperta da sola pittura rossa, mentre balla dentro ad una gabbia. Si alternano poi inquadrature di G-Eazy che rappa.
Tale video non è mai stato pubblicato per motivi sconosciuti, nonostante i numerosi pezzi divulgati da un hacker. Le voci dicono che la cantante abbia deciso di cancellarlo per il contenuto troppo esplicito, come fece anche con il video iniziale di Work Bitch, «non vedendosi a suo agio in determinati movimenti e abiti, dato che ora è madre di due bambini.» Altre voci dicono invece che sia stato cancellato per la mancanza di trama e di senso.

## Tracce
1. Make Me... (feat. G-Eazy) – 3:51

## Classifiche
| Classifica (2016) | Posizione massima |
| ----------------- | ----------------- |
| Australia         | 39                |
| Austria           | 61                |
| Canada            | 20                |
| Francia           | 11                |
| Germania          | 71                |
| Giappone          | 95                |
| Irlanda           | 51                |
| Italia            | 56                |
| Nuova Zelanda     | 3                 |
| Regno Unito       | 42                |
| Slovacchia        | 52                |
| Spagna            | 6                 |
| Stati Uniti       | 17                |
| Stati Uniti (pop) | 24                |
| Svizzera          | 58                |